# ققنوس وارد می‌شود
ققنوس وارد می‌شود (انگلیسی: Enter the Phoenix) یک فیلم در ژانر کمدی و اکشن به کارگردانی استیون فانگ است که در سال ۲۰۰۴ منتشر شد.

## بازیگران
- ایسان چان
- دانیل وو
- کارن موک
- چاپمن تو
- لا کار-یینگ
- استیون فانگ
- یوئن بیائو
- نیکلاس تسه
- جکی چان
- فیلیپ نگ
- سم لی
- سامی چنگ
- هیرو هایاما
- لی لیک-چی